# Dáša Kouřilová
Dáša Kouřilová (* 21. srpna 1973) je česká herečka, moderátorka a speaker.

## Život
Vystudovala činoherní herectví na DAMU. Před studiem působila v Brně v Divadle Na Provázku (dřívější název pro Husa na Provázku), v Divadle Klauniky a ve sdružení Šprušle. Od 1992 – 2000 hostovala v několika inscenacích Národního divadla v Praze, dále pak v Divadle pod Palmovkou, Jihočeském divadle, V Řeznické a na dalších scénách. Nyní hraje v divadle Minaret. Její zatím nejvýraznější televizní rolí je postava Dany ve druhé až čtvrté řadě Zdivočelé země. Moderuje reportáže v Receptáři prima nápadů.

## Filmografie
- 2012 Buřtcajk (TV pořad)
- 2012 Ordinace v růžové zahradě 2 (TV seriál)
- 2010 Ulice (TV seriál)
- 2010 Zázraky života (TV seriál)
- 2009 Vyprávěj (TV seriál)
- 2008 Ošklivka Katka (TV seriál)
- 2008 Receptář prima nápadů (TV hobby magazín)
- 2006 Nadměrné maličkosti: Učitelky s praxí (TV film)
- 2005 Ordinace v růžové zahradě (TV seriál)
- 2003 Nemocnice na kraji města po dvaceti letech (TV seriál)
- 1999 Hotel Herbich (TV seriál)
- 1997 Zdivočelá země II.-IV. (TV seriál)